# Norbert-Wiener-Preis
Der Norbert-Wiener-Preis für Angewandte Mathematik wird alle drei Jahre (seit 2004, davor alle fünf Jahre) von der American Mathematical Society und der Society for Industrial and Applied Mathematics vergeben und ist mit 5000 Dollar dotiert. Er ist zu Ehren von Norbert Wiener benannt und wurde 1967 durch einen Fonds des Fachbereichs Mathematik am Massachusetts Institute of Technology gestiftet.

## Preisträger
- 2025 an Robert McCann in Anerkennung seiner bahnbrechenden Beiträge zur optimalen Transporttheorie und für seine Pionierarbeit bei tiefgreifenden Anwendungen in der Wirtschaft und Physik.[2]
- 2022 an Eitan Tadmor für seine grundlegenden Beiträge zur angewandten und numerischen Analysis mit Anwendungen in der Fluiddynamik, Bildverarbeitung und kollektiven Dynamik und für den bedeutenden Einfluss seiner grundlegenden Arbeiten zur Theorie und Berechnung nichtlinearer partieller Differentialgleichungen.[3]
- 2019 an Marsha Berger für ihre grundlegenden Beiträge zur adaptiven Netzverfeinerung (AMR) und zu kartesischen Maschentechniken zur Automatisierung der Simulation kompressibler Strömungen in komplexer Geometrie und an Arkadi Nemirovski für seine grundlegenden Beiträge zur hochdimensionalen Optimierung und für seine Entdeckung wichtiger Phänomene in der Theorie der Signalschätzung und -wiederherstellung.[4]
- 2016 an Constantine M. Dafermos für seine grundlegenden Arbeiten in partiellen Differentialgleichungen und Kontinuumsphysik.
- 2013 an Andrew Majda für grundlegende Arbeiten zur theoretischen Strömungslehre und ihre Anwendung in Meteorologie und Ozeanographie
- 2010 an David Donoho für die Entwicklung mathematischer Methoden in der Signal- und Bildverarbeitung.
- 2007 an Craig Tracy und Harold Widom für Arbeiten in der Theorie der Zufallsmatrizen mit Anwendungen von der Kernphysik bis zur Theorie der Riemannschen Zetafunktion.
- 2004 an James Sethian für seine Arbeiten zur Numerischen Darstellung sich ausbreitender Frontflächen und -kurven und zahlreicher Anwendungen dieser Verfahren
- 2000 an Alexandre Chorin für numerische Hydrodynamik und an Arthur Winfree für seine Arbeiten zu biologischen Rhythmen (nichtlineare gekoppelte Oszillatoren).
- 1995 an Hermann Flaschka für seine Arbeiten zu exakt integrierbaren dynamischen Systemen und an Ciprian Foias für Arbeiten zur Operatorentheorie, Analysis und Dynamik
- 1990 an Michael Aizenman für mathematische Behandlung der statistischen Mechanik (Theorie kritischer Phänomene) und Quantenfeldtheorie, und an Jerrold Marsden für seine Untersuchungen von Differentialgleichungen in der Mechanik, Beweise der Existenz von Chaos für spezielle klassische Differentialgleichungen, Arbeiten zur Momentenabbildung.
- 1985 an Clifford Gardner für Überschall-Aerodynamik, Magnetohydrodynamik, Plasmaphysik und speziell die Inverse Scattering Transform.
- 1980 an Tosio Kato für Arbeiten zur Störungstheorie in der Quantenmechanik und an Gerald Whitham für Arbeiten zur Hydrodynamik
- 1975 an Peter Lax, insbesondere für numerische und theoretische Arbeiten zu partiellen Differentialgleichungen und Streutheorie.
- 1970 an Richard Bellman für seine Pionierarbeit in der Dynamischen Programmierung und damit verbundene Arbeiten in der Kontroll- und Stabilitätstheorie und bei Differentialgleichungen mit Verzögerung (Differential Delay Equations)